# Plot Twist (canción)
Plot Twist es una canción interpretada por la cantante y compositora noruega Sigrid. La canción fue lanzada como descarga digital el 14 de julio de 2017 por Island Records. Aparece en el EP Don't Kill My Vibe, sirviendo como su segundo sencillo. La canción se ha posicionado en Bélgica.

## Video musical
Se lanzó un video musical oficial para acompañar el lanzamiento de "Plot Twist" en YouTube el 7 de julio de 2017 con una duración total de tres minutos y veinticinco segundos. Al 11 de abril de 2021, ha obtenido más de 11,5 millones de visitas.

## Lista de canciones
| Digital download - Don't Kill My Vibe (EP) |              |          |  |
| N.º                                        | Título       | Duración |  |
| 1.                                         | «Plot Twist» | 3:25     |  |

| Digital download - Sencillo |                                |          |  |
| N.º                         | Título                         | Duración |  |
| 1.                          | «Plot Twist» (Disciples Remix) | 4:53     |  |
| 2.                          | «Plot Twist» (Acústica)        | 3:37     |  |

## Estreno
| Región  | Fecha               | Formato          | Firma discográfica |
| ------- | ------------------- | ---------------- | ------------------ |
| Noruega | 14 de julio de 2017 | Descarga digital | Island Records     |